# Jean Nicolas Antoine Dubousquet-Laborderie
Jean Nicolas Antoine Dubousquet-Laborderie est un homme politique français né le 15 janvier 1793 à Brive-la-Gaillarde (Corrèze) et mort le 7 mars 1864 à Brive-la-Gaillarde.

## Biographie
Fils de Antoine Bousquet-Laborderie, homme de loi, et de Marie Françoise Anne Briche est né à Brive, Jean Nicolas Antoine Dubousquet-Laborderie le 15 janvier 1793 l'an deuxième de la République.
Propriétaire terrien, il est sous-préfet de Brive en 1830. Il est député de la Corrèze de 1848 à 1849, siégeant avec la gauche modérée.
Il meurt le 7 mars 1864 en sa maison située à Saint-Germain, commune de Brive.

## Sources
- « Jean Nicolas Antoine Dubousquet-Laborderie », dans Adolphe Robert et Gaston Cougny, Dictionnaire des parlementaires français, Edgar Bourloton, 1889-1891 [détail de l’édition]